# Karl von Bülow
Karl von Bülow, nemški feldmaršal in plemič, * 24. april 1846, Berlin † 31. avgust 1921, Berlin.

## Življenjepis
Bülow se je v prvi svetovni vojni izkazal kot poveljnik II. armade.